# 姚勇
姚勇（1967年9月—），云南省镇雄县人，云南政法高等专科学校毕业，1999年6月加入中国共产党，原中国共产党彝良县委员会书记。

## 生平
1967年9月，姚勇出生在云南省镇雄县。
1985年9月，姚勇在云南政法高等专科学校学习，1988年8月毕业后分配至昭通市司法局工作，曾先后出任宣教科副科长、办公室副主任、宣传科长、副局长、党组书记。
2006年5月，姚勇调至彝良县任县委常委、政法委书记。翌年7月转任组织部部长。2010年9月，姚勇调任威信县委副书记。2012年2月，姚勇任昭通市委组织部常务副部长。2013年3月再度调至彝良县任县委书记。

### 落马
2021年3月1日，云南省纪委监委公布《昭通市彝良县委书记姚勇及其关联涉案人员接受纪律审查和监察调查》，姚勇、赵泽琼（姚勇妻子，昭通监狱退休职工）、范厚利（彝良县委办公室驾驶员）、蒋应国（彝良县龙街镇党委书记）、许绪峦（彝良县绪峦工程服务部法定代表人）四人一同接受调查。
姚勇的前任曹阜忠在2012年12月遭人举报“大量购买超标车，选女性陪酒，和矿厂老板赌球”，网友称呼他“最牛书记”，2013年1月16日，他遭到中国共产党昭通市委员会免职。